# Micronecta skutalis
Micronecta skutalis  (лат.) — вид мелких водяных клопов рода Micronecta из семейства Гребляки (Corixidae, Micronectinae, или Micronectidae). Юго-Восточная Азия: Малайзия (Борнео, Sabah).

## Описание
Мелкие водяные клопы, длина от 1,52 до 1,70 мм. Пронотум слегка шире головы. Желтовато-коричневые, глаза серые, ноги светло-жёлтые. Усики 3-члениковые. Тело удлинённое, немного уплощённое, голова широкая. Фасеточные глаза большие, простые глазки отсутствуют. Щиток свободный. У самцов правосторонняя асимметрия брюшка; на VI тергите развит маленький стригилл; коготок передних лапок лопастевидный. Живут в озёрах.

## Систематика
Вид был впервые описан в 1999 году и включён в номинативный подрод Micronecta. 
Один из 8 обитающих на Борнео видов рода Micronecta.